# Renault F1
Renault F1, tävlade sist som Renault DP World F1 Team, var ett brittiskbaserat franskt formel 1-stall som tävlade i formel 1 i flera omgångar. Stallet debuterade 1977 och drog sig sedan ut 1985. Renault  gjorde sedan sin första återkomst då de 2002 köpte Benetton Formula och gjorde det till ett fabriksstall. De drog sig ut ur formel 1 2011 som fabriksstall men fortsatte som motortillverkare. Genii Capital köpte stallet och bytte namn på det till Lotus F1 Team. 2016 återkom Renault på nytt då de köpte tillbaka sitt gamla stall. Till 2021 års säsong övergick Renault i det nya stallet Alpine F1.

## Historik

### Sammanfattning
Renault tävlade 1977-1985 som Equipe Renault Elf och var ett av toppstallen under 1980-talet. Renault var det stall som 1977 introducerade användandet av turboladdade motorer i formel 1. Renault etablerade sig som ett toppstall och vann två raka konstruktörs- och förarmästerskap, säsongerna 2005 och 2006.

### Turboladdad vinst
Renaults formel 1-karriär inleddes 1977 i Storbritanniens Grand Prix på Silverstone med Jean-Pierre Jabouille som förare. 
Säsongen 1977 blev ingen större succé för varken Renault eller Jabouille men 1978 tog stallet sina första poäng. 1979 vann Jabouille i Frankrike, vilket var det enda loppet han tog poäng i, medan hans stallkamrat René Arnoux kom trea. Det var ett historiskt lopp, därför att Renault var den första turboladdade bilen som vann ett formel 1-lopp. 1980 vann stallet tre lopp, Arnoux vann två och blev sexa i förar-VM och Jabouille ett, vilket åter igen blev hans enda poäng.

### 2008
Under Singapores Grand Prix 2008 hade Alonso ledningen och för att öka hans chanser för att vinna utnyttjade man Nelsinho Piquet, Alonsos stallkamrat genom att ge brasilianaren order att krascha vilket tvingade ut säkerhetsbilen. Denna händelse kom att kallas för Crashgate och är en av de största skandalerna i Formel-1 historien någonsin. Den dåvarande teamchefen Flavio Briatore fick för denna händelse ett förbud gällande all aktivitet inom sporten på livstid. 

### 2009
När Fernando Alonso var i ledning under söndagens lopp i Ungerns Grand Prix 2009 fick han problem med sina bakdäck så han gick i depå. Mekanikerna bytte däck, men fick inte fast höger framdäck tillräckligt. Ute på banan igen tappade Alonso hela hjulet som i hög fart for iväg framför hans bil. FIA menade att man hade bevis för att en av de säkerhetslåsningar som ska finnas inte fanns på plats då Alonso tilläts köra ut ur depån. Renault stängdes av från det efterföljande formel 1-loppet, Europas Grand Prix 2009 i Valencia, men avstängningen upphörde efter överklagan.

### 2016
2016 ställde Renault återigen upp i FIA Formula One Championship, då med Kevin Magnussen och Jolyon Palmer som deras förare. Enligt dem själva bidrar det sena köpet av Lotus samt detta teams nedgång till deras dåliga 2016.

### 2017
Enligt flera källor under oktober 2016 ska Nico Hulkenberg vara klar för teamet under 2017 års säsong. Senare samma dag, den 14 oktober, bekräftades detta av teamet.   

## F1-säsonger
| Säsong                                  | Tävlingsnamn                   | Bil                        | Motor              | Däck | Poäng | VM-plac. | Nr.         | Förare                                                                   |
| --------------------------------------- | ------------------------------ | -------------------------- | ------------------ | ---- | ----- | -------- | ----------- | ------------------------------------------------------------------------ |
| 1977                                    | Equipe Renault Elf             | Renault RS01               | Renault 1.5 V6T    | M    | 0     | -        | 15.         | Jean-Pierre Jabouille                                                    |
| 1978                                    | Equipe Renault Elf             | Renault RS01               | Renault 1.5 V6T    | M    | 3     | 12:a     | 15.         | Jean-Pierre Jabouille                                                    |
| 1979                                    | Equipe Renault Elf             | Renault RS01 Renault RS10  | Renault 1.5 V6T    | M    | 26    | 6:a      | 15. 16.     | Jean-Pierre Jabouille René Arnoux                                        |
| 1980                                    | Equipe Renault Elf             | Renault RE20               | Renault 1.5 V6T    | M    | 38    | 4:a      | 15. 16.     | Jean-Pierre Jabouille René Arnoux                                        |
| 1981                                    | Equipe Renault Elf             | Renault RE20B Renault RE30 | Renault 1.5 V6T    | M    | 54    | 3:a      | 15. 16.     | Alain Prost René Arnoux                                                  |
| 1982                                    | Equipe Renault Elf             | Renault RE30B              | Renault 1.5 V6T    | M    | 62    | 3:a      | 15. 16.     | Alain Prost René Arnoux                                                  |
| 1983                                    | Equipe Renault Elf             | Renault RE30C Renault RE40 | Renault 1.5 V6T    | M    | 79    | 2:a      | 15. 16.     | Alain Prost Eddie Cheever                                                |
| 1984                                    | Equipe Renault Elf             | Renault RE50               | Renault 1.5 V6T    | M    | 34    | 5:a      | 15. 16. 33. | Patrick Tambay Derek Warwick Philippe Streiff                            |
| 1985                                    | Equipe Renault Elf             | Renault RE60 Renault RE60B | Renault 1.5 V6T    | G    | 16    | 7:a      | 14. 15. 66. | Patrick Tambay Derek Warwick Francois Hesnault                           |
| 1986 – 2001: Deltog ej som konstruktör. |                                |                            |                    |      |       |          |             |                                                                          |
| 2002                                    | Mild Seven Renault F1 Team     | Renault R202               | Renault 3.0 V10    | M    | 23    | 4:a      | 14. 15.     | Jarno Trulli Jenson Button                                               |
| 2003                                    | Mild Seven Renault F1 Team     | Renault R23 Renault R23B   | Renault RS23       | M    | 88    | 4:a      | 7. 8.       | Jarno Trulli Fernando Alonso                                             |
| 2004                                    | Mild Seven Renault F1 Team     | Renault R24                | Renault RS24       | M    | 105   | 3:a      | 7. 8.       | Jarno Trulli (Lopp 1-15) Jacques Villeneuve (Lopp 16-18) Fernando Alonso |
| 2005                                    | Mild Seven Renault F1 Team     | Renault R25                | Renault RS25       | M    | 191   | 1:a      | 5. 6.       | Fernando Alonso Giancarlo Fisichella                                     |
| 2006                                    | Mild Seven Renault F1 Team     | Renault R26                | Renault RS26       | M    | 206   | 1:a      | 1. 2.       | Fernando Alonso Giancarlo Fisichella                                     |
| 2007                                    | ING Renault F1 Team            | Renault R27                | Renault RS27       | B    | 51    | 3:a      | 3. 4.       | Giancarlo Fisichella Heikki Kovalainen                                   |
| 2008                                    | ING Renault F1 Team            | Renault R28                | Renault RS27       | B    | 80    | 4:a      | 5. 6.       | Fernando Alonso Nelsinho Piquet                                          |
| 2009                                    | ING Renault F1 Team            | Renault R29                | Renault RS27       | B    | 26    | 8:a      | 7. 8.       | Fernando Alonso Nelsinho Piquet (Lopp 1-10) Romain Grosjean (Lopp 11-17) |
| 2010                                    | Renault F1 Team                | Renault R30                | Renault RS27-2010  | B    | 163   | 5:a      | 11. 12.     | Robert Kubica Vitalij Petrov                                             |
| 2011                                    | Lotus Renault GP               | Renault R31                | Renault RS27-2011  | P    | 73    | 5:a      | 9. 10.      | Nick Heidfeld (Lopp 1-11) Bruno Senna (Lopp 12-19) Vitalij Petrov        |
| 2012 – 2015: Deltog ej som konstruktör. |                                |                            |                    |      |       |          |             |                                                                          |
| 2016                                    | Renault Sport Formula One Team | Renault R.S.16             | Renault R.E.16 1.6 | P    | 8     | 9:e      | 20. 30.     | Kevin Magnussen Jolyon Palmer                                            |
| 2017                                    | Renault Sport Formula One Team | Renault R.S.17             | Renault R.E.17 1.6 | P    | 57    | 6:e      | 27. 30. 55. | Nico Hülkenberg Jolyon Palmer (Lopp 1-16) Carlos Sainz, Jr. (Lopp 17-20) |
| 2018                                    | Renault Sport Formula One Team | Renault R.S.18             | Renault R.E.18 1.6 | P    | 122   | 4:a      | 27. 55.     | Nico Hülkenberg Carlos Sainz, Jr.                                        |
| 2019                                    | Renault Sport Formula One Team | Renault R.S.19             | Renault E-Tech 19  | P    | 91    | 5:a      | 3. 27.      | Daniel Ricciardo Nico Hülkenberg                                         |
| 2020                                    | Renault DP World F1 Team       | Renault R.S.20             | Renault E-Tech 20  | P    | 181   | 5:a      | 3. 31.      | Daniel Ricciardo · Esteban Ocon                                          |

| 1. Frankrike 1979 2. Brasilien 1980 3. Sydafrika 1980 4. Österrike 1980 5. Frankrike 1981 6. Nederländerna 1981 7. Italien 1981 8. Sydafrika 1982 9. Brasilien 1982 10. Frankrike 1982 11. Italien 1982 12. Frankrike 1983 13. Belgien 1983 14. Storbritannien 1983 15. Österrike 1983 16. Ungern 2003 17. Monaco 2004 18. Australien 2005 19. Malaysia 2005 20. Bahrain 2005 21. San Marino 2005 22. Europa 2005 23. Frankrike 2005 24. Tyskland 2005 25. Kina 2005 26. Bahrain 2006 27. Malaysia 2006 28. Australien 2006 29. Spanien 2006 30. Monaco 2006 31. Storbritannien 2006 32. Kanada 2006 33. Japan 2006 34. Singapore 2008 35. Japan 2008 |

| 1. Sydafrika 1979 2. Frankrike 1979 3. Tyskland 1979 4. Österrike 1979 5. Nederländerna 1979 6. Italien 1979 7. Brasilien 1980 8. Sydafrika 1980 9. Österrike 1980 10. Nederländerna 1980 11. Italien 1980 12. Frankrike 1981 13. Storbritannien 1981 14. Tyskland 1981 15. Österrike 1981 16. Nederländerna 1981 17. Italien 1981 18. Sydafrika 1982 19. Brasilien 1982 20. San Marino 1982 21. Belgien 1982 22. Monaco 1982 23. Detroit 1982 24. Nederländerna 1982 25. Frankrike 1982 26. Schweiz 1982 27. Las Vegas 1982 28. Frankrike 1983 29. Monaco 1983 30. Belgien 1983 31. Frankrike 1984 32. Malaysia 2003 33. Ungern 2003 34. Monaco 2004 35. Frankrike 2004 36. Belgien 2004 37. Australien 2005 38. Malaysia 2005 39. Bahrain 2005 40. Frankrike 2005 41. Storbritannien 2005 42. Brasilien 2005 43. Kina 2005 44. Malaysia 2006 45. Europa 2006 46. Spanien 2006 47. Monaco 2006 48. Storbritannien 2006 49. Kanada 2006 50. Kina 2006 51. Ungern 2009 |

| 1. Frankrike 1979 2. Österrike 1979 3. Brasilien 1980 4. Sydafrika 1980 5. Österrike 1980 6. Nederländerna 1980 7. Frankrike 1981 8. Storbritannien 1981 9. Sydafrika 1982 10. Brasilien 1982 11. Detroit 1982 12. Schweiz 1982 13. Italien 1982 14. Frankrike 1983 15. Storbritannien 1983 16. Österrike 1983 17. Sydafrika 1984 18. Detroit 1984 19. Kanada 2003 20. Australien 2005 21. Spanien 2005 22. Europa 2005 23. Malaysia 2006 24. San Marino 2006 25. Storbritannien 2006 26. Kina 2006 27. Japan 2006 28. Tyskland 2009 29. Singapore 2009 30. Turkiet 2010 31. Kanada 2010 |

## Organisation
Ett urval av de ledande positionerna inom stallet.
| Position                  |                | Namn             |
| ------------------------- | -------------- | ---------------- |
| Ordförande                | Frankrike      | Jérôme Stoll     |
| VD och stallchef          | Frankrike      | Cyril Abiteboul  |
| President                 | Polen          | Marcin Budkowski |
| COO                       | Storbritannien | Rob White        |
| Rådgivare                 | Frankrike      | Alain Prost      |
| Teknisk direktör (chassi) | Storbritannien | Pat Fry          |
| Teknisk direktör (motor)  | Frankrike      | Rémi Taffin      |
| Teknisk rådgivare         | Storbritannien | Bob Bell         |
| Sportdirektör             | Storbritannien | Alan Permane     |
| Ingenjörschef             | Frankrike      | Christophe Mary  |
| Chefsingenjör             | Storbritannien | Ciaron Pilbeam   |
| Chefsdesigner             | Storbritannien | Martin Tolliday  |
| Prestandachef             | Australien     | Chris Dyer       |
| Chef för aerodynamik      | Storbritannien | Pete Machin      |
| Chefsstrateg              | Frankrike      | Matthieu Dubois  |
| Raceingenjör (Ricciardo)  | Belgien        | Karel Loos       |
| Raceingenjör (Hulkenberg) | Storbritannien | Mark Slade       |

## Motortillverkaren
Renault vann förar- och konstruktörsmästerskapen 2005 och 2006. Dessförinnan bidrog motortillverkaren till att Williams vann förar- och konstruktörsmästerskapen 1992, 1993, 1996 och 1997 samt konstruktörsmästerskapet 1994. Benetton-Renault vann förar- och konstruktörsmästerskapen 1995. De vann även förar- och konstruktörsmästerskapen 2010 till 2013 med Red Bull Racing.